# Cause of Death
Cause of Death è il secondo album in studio del gruppo musicale statunitense Obituary, pubblicato il 19 settembre 1990 dalla Roadrunner Records.
Venne rimasterizzato nel 1997.

## Tracce
1. Infected – 5:35 (Peres/D. Tardy/J. Tardy)
2. Body Bag – 5:49 (Peres/D. Tardy/J. Tardy)
3. Chopped in Half – 3:45 (Peres/D. Tardy/J. Tardy)
4. Circle of the Tyrants – 4:26 (T. G. Warrior) – cover dei Celtic Frost
5. Dying – 4:30 (Obituary/Peres)
6. Find the Arise – 2:51 (Peres/D. Tardy/J. Tardy)
7. Cause of Death – 5:39 (Peres/J. Tardy/West)
8. Memories Remain – 3:44 (Peres/D. Tardy/J. Tardy)
9. Turned Inside Out – 4:59 (Peres/D. Tardy/J. Tardy)

## Formazione
- John Tardy - voce
- James Murphy - chitarra
- Trevor Peres - chitarra
- Frank Watkins - basso
- Donald Tardy - batteria